# Bamse och världens minsta äventyr
Bamse och världens minsta äventyr är en svensk animerad barnfilm från 2023. Filmen regisseras av Christian Ryltenius och för manus svarade Calle Marthin, Mikael Syrén och Johanna Bergenstråhle.
Filmen hade biopremiär i Sverige den 22 december 2023, utgiven av Nordisk Film.

## Handling
Nalle-Maja får av misstag i sig XYZ-saft och blir liten som en myra.

## Rollista
- Rolf Lassgård — Bamse
- Johan Ulveson — Skalman
- Johan Glans — Lille Skutt
- Judit Bådagård — Nalle-Maja
- Johan Rabaeus — Krösus Sork
- Jesper Rönndahl — superhjältegroda
- Görel Crona — spindel
- Carl Bildt — generalsekreterare i Förenade Småkryp[6]